# Germán V de Baden
Germán V de Baden-Baden (h. 1180 - 16 de enero de 1243) fue margrave de Verona y de Baden desde 1190 hasta su muerte.
Era el hijo de Germán IV y su esposa Berta de Tubinga. Se casó en 1217 con Irmengarda, Condesa Palatina del Rin (1200-24 de febrero de 1260); su matrimonio duró hasta la muerte de Germán V.
En la disputa por el trono alemán de 1198, Germán estuvo del lado del rey Felipe, y desde 1208-1211 en el del emperador Otón IV. Fue devoto seguidor del emperador Federico II Hohenstaufen. Germán también fundó las ciudades de Backnang, Pforzheim y Stuttgart. En 1219 Pforzheim se convirtió en la sede del poder para el margraviato de Baden.
En 1218 abandonó sus pretensiones a los títulos de Zähringen y en 1227 también de Brunswick. Germán, entonces, fue nombrado conde de Ortenau y Brisgovia. Formando parte del séquito del emperador Federico II, viajó por gran parte de Alemania e Italia, y en 1221 estuvo en cautividad en Egipto. Tomó parte en la Quinta y Sexta Cruzadas en 1228 con Federico II y su hermano. El margrave aconsejó a Enrique VII hasta que fue expulsado. Germán también participó en la lucha defensiva contra los mongoles en Liegnitz.
Fundó o apoyó a varios monasterios importantes: las abadías de Maulbronn, Tennenbach, Herrenalb, Selz, Salem y Backnang. Su esposa Irmengarda fundó la abadía de Lichtenthal en Baden-Baden en 1245, que más tarde se convirtió en lugar de enterramiento de los margraves.
Germán fue enterrado en Backnang, hasta que su viuda llevó sus restos a Lichtenthal en 1248.

## Familia
El margrave y su esposa tuvieron la siguiente descendencia:
- Germán VI (1225-4 de octubre de 1250)
- Rodolfo I (1230-19 de noviembre de 1288)
- Matilde (m. 1258) se casó el 4 de abril de 1251 con Ulrico I, conde de Wurtemberg (1222-25 de febrero de 1265)
- Isabel, que se casó primero con el conde Everardo de Eberstein y después con Luis II de Lichtenberg.